# Aéroport de Tébessa - Cheikh Larbi Tébessi
L'aéroport de Tébessa - Cheikh Larbi Tébessi (code IATA : TEE • code OACI : DABS) est un aéroport civil algérien situé à 2 km au nord de la ville de Tébessa.

## Présentation
L’aéroport de Tébessa est un aéroport civil desservant la ville de Tébessa et sa région (wilayas de Tébessa, de Khenchela, d'Oum El Bouaghi et de Souk Ahras).
L’aéroport est géré par l'EGSA de Constantine.

## Situation

### Carte des aéroports de l'Algérie
'
| \| 100 km1:14 790 000 \| Adrar Alger Annaba Batna Béjaïa Biskra Boufarik Chlef Constantine Ghardaïa Hassi Messaoud In Amenas Jijel Oran Sétif Tamanrasset Tébessa Tlemcen Béchar Bordj Mokhtar Djanet El Bayadh El Goléa El Oued Illizi In Salah Ghriss Ouargla Tiaret Timimoun Tindouf Touggourt |
| 100 km1:14 790 000 |

Carte statique des aéroports d'Algérie.Carte dynamique des aéroports d'Algérie.

## Historique
L’aéroport de Tébessa a été un aéroport international par le passé. En 1986, elle avait abriter des vols internationaux à destination de Marseille, mais cette ligne a été suspendue par Air Algérie pour non-rentabilité.
L’activité de cet aéroport a été réduite aux vols nationaux.

## Infrastructures liées

### Pistes
L’aéroport dispose de deux pistes en béton bitumineux, la première d'une longueur de 3 000 m et la seconde longueur de 2 400 m.

### Aérogare
L'aérogare à une capacité de 200 000 passagers/an et traite autant les vols nationaux, qu'internationaux.

### Accès
L'aéroport est accessible avec n'importe quel taxi de la ville de Tébessa pour un montant de 200 DA.
Depuis la gare ferroviaire de Tébessa, prendre un taxi. Distance de 2,9 km pour un durée de 8 minutes.
Depuis la gare routière SNTV, compter 8,2 km et 15 minutes.
Depuis la frontière de Bouchebka, compter 42 km et 40 minutes.

## Dessertes
La compagnie aérienne nationale Air Algérie dessert, depuis l'aéroport de Tébessa, principalement la capitale algérienne Alger.
Le principal défaut de cette desserte est l'horaire. En effet, à destination de Tébessa, les vols ont lieu très tôt le matin, ce qui ne permet pas une connexion depuis Paris le jour même. Par exemple: le premier vol Air Algérie depuis Paris est le vol AH1009 qui quitte Paris à 7h40 et arrive à Alger à 9h50, ce qui oblige un voyageur à passer une nuit à Alger s'il veut rejoindre Tébessa en avion.
Cette desserte pourrait être bien mieux utilisée si elle était coordonnée avec le vol Alger - Tébessa. Elle permettrait de desservir Tebessa une heure pour un tarif de 5000 DA. Ce qui est un avantage indéniable pour les voyageurs internationaux qui pourraient ainsi rejoindre Tébessa depuis Paris en un peu plus de 4 heures (ORY > ALG en 2h10 + escale de 30 minutes + ALG > TEE en 1h30).
Actuellement, une très grande majorité de voyageurs ayant pour départ un aéroport extérieur et pour arrivée Tébessa n'ont pas d'autre choix que d'atterrir à Constantine ou Annaba pour un voyage bien plus long et fastidieux :
Aéroport International > Constantine ou Annaba puis 3 heures de route voire plus jusqu'à Tébessa.
| 29 octobre 2017 au 24 mars 2018 | 29 octobre 2017 au 24 mars 2018 | 29 octobre 2017 au 24 mars 2018 | 29 octobre 2017 au 24 mars 2018 | 29 octobre 2017 au 24 mars 2018 | 29 octobre 2017 au 24 mars 2018 | 29 octobre 2017 au 24 mars 2018 |
|                                 | Vol n°                          | Départ Alger                    | Arrivé Tébessa                  |                                 | Départ Tébessa                  | Arrivé Alger                    |
| ------------------------------- | ------------------------------- | ------------------------------- | ------------------------------- | ------------------------------- | ------------------------------- | ------------------------------- |
| Lundi                           | AH6032                          | 9:30                            | 10:45                           | AH6033                          | 11:35                           | 13:10                           |
| Mardi                           | AH6032                          | 7:00                            | 8:15                            | AH6033                          | 9:05                            | 10:40                           |
| Mercredi                        | AH6032                          | 7:30                            | 8:45                            | AH6033                          | 9:35                            | 11:10                           |
| Jeudi                           | AH6032                          | 9:30                            | 10:45                           | AH6033                          | 11:35                           | 13:10                           |
| Vendredi                        | AH6032                          | 7:00                            | 8:15                            | AH6033                          | 9:05                            | 10:40                           |
| Samedi                          | PAS DE VOL                      | PAS DE VOL                      | PAS DE VOL                      | PAS DE VOL                      | PAS DE VOL                      | PAS DE VOL                      |
| Dimanche                        | AH6032                          | 9:30                            | 10:45                           | AH6033                          | 11:35                           | 13:10                           |

### Compagnie aérienne et destination
| Compagnies  | Destinations            |
| ----------- | ----------------------- |
| Air Algérie | Alger-Houari-Boumédiène |

AActualisé le 31/07/2023

## Statistiques
| Mouvement des passagers de 2006 à 2016 |        |        |        |        |        |        |        |        |        |        |        |
| Réseaux                                | 2006   | 2007   | 2008   | 2009   | 2010   | 2011   | 2012   | 2013   | 2014   | 2015   | 2016   |
| National                               | 25 677 | 26 441 | 27 783 | 28 076 | 26 737 | 25 697 | 28 167 | 30 178 | 30 320 | 32 246 | 42 982 |
| Total                                  | 25 677 | 26 441 | 27 783 | 28 076 | 26 737 | 25 697 | 28 167 | 30 178 | 30 320 | 32 246 | 42 982 |